# Французька інтервенція в Мексику
Французька інтервенція в Мексику (також — Англо-франко-іспанська інтервенція в Мексику, Мексиканська експедиція 1861—1867, Франко-мексиканська війна, Війна французької інтервенції; ісп. Segunda intervención francesa en México — Друга французька інтервенція в Мексику) — збройна інтервенція Великої Британії (1862), Іспанії (1861—1862) і Франції (1862—1867) в Мексику з метою повалення уряду Беніто Хуареса і перетворення Мексики в колонію європейських держав. Приводом для інтервенції став прийнятий мексиканським конгресом 17 липня 1861 року закон про тимчасове припинення платежів за зовнішніми боргами.
Роль організатора експедиції взяв на себе британський уряд Генрі Пальмерстона. 31 жовтня 1861 року Велика Британія, Франція та Іспанія підписали угоду про спільну інтервенцію в Мексику. Першими вторглися 18 грудня 1861 року перекинуті з Куби іспанські війська (6200 чоловік піхоти і кінноти), які окупували найважливіший порт Мексики — Веракрус. 6—8 січня 1862 року там висадилися британські (800 чоловік морської піхоти) та французькі (2600 чоловік піхоти) війська. Рішучий опір мексиканських патріотів, а також розбіжності між інтервентами привели до того, що Велика Британія і Іспанія в квітні 1862 року відкликали свої війська з Мексики, а Франція 16 квітня офіційно оголосила війну уряду Хуареса і продовжувала воєнні дії.
19 квітня 1862 року розпочалися військові дії між французькими експедиційними військами (6500 чоловік) і мексиканською армією (номінально понад 26 тисяч чоловік, фактично навчених регулярних військ до 12 тисяч чоловік). У квітні французькі війська під командуванням генерала Шарля де Лоренсе зробили наступ проти великого міста Пуебли, що на шляху із Веракрус до столиці Мексики — міста Мехіко. Гарнізон Пуебли складався головним чином із ополченців-індіанців. Воїни були напіводягнені, багато озброєних лише мачете, всі гармати застарілого зразка, а порох до них низької якості. Командував мексиканцями генерал Ігнасіо Сарагоса. 5 травня 1862 року французи (2500 чоловік) атакували панівні над Пуеблою форти Гуадалупе і Лорето, проте зустріті артилерійським вогнем і наступними контратаками мексиканців, зазнали поразки і вимушені були відступити до своєї вихідної позиції Орісаби (див. Битва біля Пуебли). Завдяки перемозі у цій битві мексиканцям вдалося на рік зупинити вторгнення інтервентів у глибину Мексики, що було використано для підготовки опору. Протягом 1862 року в Мексику була перекинута французька армія чисельністю до 30 тисяч чоловік, у мексиканських водах діяв французький флот. Цими силами командував призначений у червні генерал Елі-Фредерік Форе.
У березні 1863 року французи (30 000 чоловік) розпочали другий наступ на Пуеблу під командуванням генерала Гіральді. Мексиканські війська під командуванням генерала Гонсалеса Ортеги стійко захищали місто. Проте французи протягом 16—18 березня оточили місто і вогнем важких гармат, знятих із кораблів, зруйнували його. Мексиканські війська до того часу були розділені на дві армії. Перша (10 000 чоловік) під командуванням генерала Ігнасіо Комонфорта прикривала Мехіко, друга, очолювана Гонсалесом Ортегою (5—10 000 чоловік), обороняла Пуеблу. Зроблена другою мексиканською армією спроба прорвати кільце оточення виявилася невдалою. 17 травня 1863 року закінчилось продовольство, і гарнізон Пуебли капітулював.
У червні 1863 року французькі війська зайняли Мехіко, у липні Мексика була проголошена імперією, а у квітні 1864 року на мексиканський престол був зведений ставленик Наполеона III — австрійський ерцгерцог Фердинанд Максиміліан Габсбург (Максиміліан I). Протягом 1864—1865 років всі основні центри Мексики були захоплені інтервентами.
Активна партизанська боротьба, контрнаступ регулярних частин мексиканської армії, що завдавали рішучих ударів інтервентам, тверда політика уряду Хуареса, який прагнув використати в інтересах Мексики франко-американські суперечності (які різко загострилися в період інтервенції), і непопулярність мексиканської авантюри у самій Франції призвели до невдачі інтервенції. У березні 1867 року французькі війська залишили Мексику. Максиміліан, який намагався чинити опір мексиканським військам, у травні зазнав поразки під Керетаро, був узятий в полон і розстріляний 19 червня.
== Література ==
- Мексиканская экспедиция 1861—67 // Советская историческая энциклопедия : у 16 т. / под ред. Е. М. Жукова. — М. : Советская энциклопедия, 1966. — Т. 9. — Ствп. 330.(рос.);
- Мексиканская экспедиция 1861—67 // Большая советская энциклопедия : у 30 т. / гл. ред. А. М. Прохоров. — 3-е изд. — М. : «Советская энциклопедия», 1969—1978. (рос.).;
- Мексиканская экспедиция 1861—1867 / Х. М. Ибрагимбейли // Линия адаптивной радиосвязи — Объектовая противовоздушная оборона / [под общ. ред. Н. В. Огаркова]. — М. : Военное изд-во М-ва обороны СССР, 1978. — С. 234—235. — (Советская военная энциклопедия : [в 8 т.] ; 1976—1980, т. 5). (рос.);
- Е. С. Пестковская. Англо-Франко-Исранская интервенция 1861—67 в Мексике // Латинская Америка. Энциклопедический справочник : в 2 т. / гл. ред. В. В. Вольский. — Москва : Советская энциклопедия, 1980. — Т. 1 : А — К. — С. 243—244. (рос.);
- А. А. Стрілко. Мексіканська експедиція 1861—67 // Українська радянська енциклопедія : у 12 т. / гол. ред. М. П. Бажан ; редкол.: О. К. Антонов та ін. — 2-ге вид. — К. : Головна редакція УРЕ, 1981. — Т. 6 : Куликів — Мікроклімат. — 552 с., [22] арк. іл. : іл., табл., портр., карти + 1 арк с.;